# جوزپه ماتراتزی
جوزپه ماتراتزی (انگلیسی: Giuseppe Materazzi؛ زادهٔ ۵ ژانویهٔ ۱۹۴۶) بازیکن فوتبال اهل ایتالیا است.
از باشگاه‌هایی که در آن بازی کرده‌است می‌توان به باشگاه فوتبال یوونتوس، باشگاه فوتبال رجینا، باشگاه فوتبال باری، و باشگاه فوتبال لچه اشاره کرد.